# Pedetes capensis
La liebre saltadora o liebre saltadora de El Cabo (Pedetes capensis) es una especie de roedor anomaluromorfo de la familia Pedetidae. Vive en zonas áridas de África oriental y meridional. Pese a su nombre común, no está relacionado con las liebres (las cuales pertenecen al orden Lagomorpha).

## Descripción

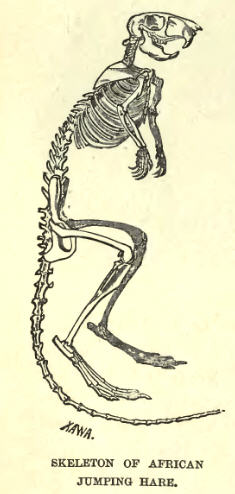
Esqueleto de liebre saltadora.

Puede alcanzar los 40 cm de longitud y otros tantos de cola, y llega a pesar 3 kg. Las patas delanteras son cortas, mientras que las posteriores son largas y muy robustas. Su cuerpo está cubierto de un pelo suave y largo de color crema. El extremo de la cola es negro. Posee ojos grandes y orejas largas.
Su fórmula dental es la siguiente: (1/1, 0/0, 1/1, 3/3) x 2 = 20.

## Comportamiento
Vive en madrigueras a las que se puede acceder por varias entradas que pueden cerrarse desde el interior. En caso de peligro salta sobre sus patas posteriores en dirección a su madriguera, pudiendo salvar de 2 a 3 m de un salto.

### Alimentación
Su alimentación está basada en raíces, tubérculos y bulbos.